# Carlos Vidal
Carlos Vidal Lepe (24 febbraio 1902 – 7 giugno 1982) è stato un calciatore cileno, di ruolo attaccante.

## Carriera
In carriera, Vidal giocò per il CD Magallanes e l'Audax Italiano.
Con la Nazionale cilena, Vidal disputò il Mondiale 1930 in Uruguay, dove giocò tutte e tre le partite del Cile, e il Campeonato Sudamericano de Football 1935.
Vidal fu il primo calciatore a fallire un rigore nella storia dei Mondiali: il suo errore avvenne al 35' di Cile-Francia.